# Mallomys rotschildi
Mallomys rothschildi (Thomas, 1898) è un roditore della famiglia dei Muridi endemico della Nuova Guinea.

## Descrizione

### Dimensioni
Roditore di grandi dimensioni, con lunghezza della testa e del corpo tra 306 e 440 mm, la lunghezza della coda tra 337 e 440 mm, la lunghezza del piede tra 63 e 80 mm, la lunghezza delle orecchie tra 17 e 31 mm e un peso fino a 1,5 kg.

### Aspetto
Il colore delle parti superiori è bruno-nerastro, cosparso di peli neri lunghi fino a 60 mm. Il capo è più chiaro. Le parti ventrali variano dal grigio al bianco sporco, cosparse anch'esse di peli neri. Le orecchie sono nerastre. In alcuni individui è presente una banda trasversale bianca che attraversa tutto il corpo nella parte centrale. Le zampe sono nerastre. I piedi sono larghi e robusti. La coda è lunga quanto la testa ed il corpo, è scura nella parte basale, mentre la punta è bianca. Sono presenti 7-11 anelli scaglie per centimetro, ognuna corredata da tre peli. Le femmine hanno un paio di mammelle pettorali e due paia inguinali. Il Cariotipo è 2n=48 FN=52.

## Biologia

### Comportamento
È una specie arboricola. Passa tutta la giornata all'interno di alberi cavi, dove costruisce nidi di foglie, con un confortevole tappeto interno. Talvolta è stato osservato anche all'interno di grotte.

### Alimentazione
Si nutre di germogli di Pandanus, piante epifite, bambù, zenzero selvatico e di foglie di Rungia klossi e Oenathe javanica.

### Riproduzione
Le femmine danno alla luce un piccolo alla volta. Sono stati osservati giovani immaturi durante il mese di luglio.

## Distribuzione e habitat
Questa specie è diffusa nella cordigliera centrale della Nuova Guinea.
Vive in foreste umide tropicali tra 1.200 e 3.700 metri di altitudine.

## Tassonomia
Sono state riconosciute 2 sottospecie:
- M.r.rotschildi: Parte orientale della cordigliera centrale della Nuova Guinea;
- M.r.weylandi (Rotschild & Dollman, 1932): Parte occidentale della cordigliera centrale della Nuova Guinea.

## Conservazione
La IUCN Red List, considerato il vasto areale, la popolazione numerosa e la mancanza di serie minacce, classifica M.rothschildi come specie a rischio minimo (Least Concern).